# 로라 바수키
라우라 바수키(Laura Basuki, 1988년 1월 9일 ~ )는 인도네시아의 모델, 배우이다. 인도네시아 영화제 시트라상 여우주연상 2회(2010, 2020) 수상자이다. 카밀라 안디니 감독의 2022년 영화 《나나》를 통해 제72회 베를린 영화제(2022년)에서 은곰상 조연상을 수상했다.